# The Fame Monster
The Fame Monster este o versiune reeditată a albumului de debut al cântăreței americane Lady Gaga, The Fame (2008), lansată la 18 noiembrie 2009 sub egida Interscope Records. S-a stabilit inițial ca The Fame Monster să fie versiunea deluxe a unei relansări a albumului The Fame, însă casa de discuri Interscope a decis să lanseze cele opt cântece noi drept un extended play în unele țări. Decizia a fost luată, de asemenea, datorită faptului că Gaga a considerat că o relansare ar fi mult prea costisitoare, iar albumele au concepte diferite, descriindu-le ca fiind ying și yang. Versiunea deluxe reprezintă un album dublu ce conține cele opt noi cântece pe primul disc, și albumul The Fame pe cel de-al doilea disc. O ediție super deluxe a albumului The Fame Monster ce include produse suplimentare, notabil o șuviță a unei peruci a cântăreței, a fost lansată la 15 decembrie 2009.
Din punct de vedere muzical, The Fame Monster este un album pop cu influențe din muzica disco, glam rock și synthpop a anilor '70 și '80, industrial și gothică. Inspirația din spatele materialului a venit și din spectacolele de modă și podiumuri. Potrivit solistei, albumul vorbește despre partea întunecată a faimei, fiind exprimată în versuri prin metafora unui monstru. Fotografiile folosite pentru copertă au fost realizate de Hedi Slimane și au o temă gotică. Imaginile au fost refuzate inițial de către compania de înregistrări, însă Gaga i-a convins într-un final a-i permite să le folosească. 
The Fame Monster a obținut recenzii pozitive din partea criticilor de specialitate. În unele țări, albumul a activat în clasamente alături de The Fame, ajungând pe prima poziție a topurilor din Regatul Unit, Australia, Austria, Belgia, Finlanda, Germania, Irlanda, Noua Zeelandă, Polonia și Elveția. În Statele Unite, materialul discografic a ocupat locul cinci în ierarhia Billboard 200 și s-a clasat pe locul întâi în clasamentul topul pentru albume dance/electronice. The Fame Monster a obținut numeroase premii de la lansarea sa. Acesta a primit un total de șase nominalizări la cea de-a 53-a ediție a premiilor Grammy, inclusiv cea de-a doua nominalizare consecutivă la premiul Grammy pentru albumul anului, și câștigând premiul Grammy pentru cel mai bun album pop vocal.
Primul disc single extras de pe album, „Bad Romance”, a fost un succes comercial, clasându-se pe prima poziție a topurilor din peste 20 de țări din întreaga lume, în timp ce în Statele Unite, a ajuns pe locul doi în clasamentul Billboard Hot 100. Următoarele single-uri, „Telephone” și „Alejandro” au fost de succes, devenind șlagăre de top 10 în numeroase țări din întreaga lume. „Dance in the Dark” a fost lansat ca single în câteva țări, obținând un succes moderat în clasamente.

## Informații generale

Lady Gaga interpretând piesa „Monster”, primul cântec compus pentru The Fame Monster, în timpul turneului The Monster Ball Tour.

Lady Gaga și-a lansat materialul discografic de debut, The Fame, în anul 2008. Albumul conține cântece electropop și synthpop, în timp ce versurile acestora vorbesc despre faimă, dualitatea dintre celebritate și faimă, precum și despre viața persoanelor bogate. În urma succesului comercial din întreaga lume, ideea unei relansări a albumului The Fame a fost dezbătută. Cu toate acestea, solista a considerat că relansările sunt un deserviciu pentru cântăreți, deoarece „sunt doar niște single-urile noi ce încearcă să se strecoare într-o lucrare deja finalizată în efortul de a menține un album pe linia de plutire”. Compania de înregistrări a artistei, Interscope Records, a dorit trei noi cântece pentru proiectul intitulat The Fame Monster. Gaga deja scrisese o piesă nouă, „Monster”, dorindu-și un concept mai întunecat și mai sumbru pentru noul album. Solista a citat iubirea pentru filmele horror și „decăderea celebrităților și modul în care faima este un monstru în societate” ca surse de inspirație creative pentru The Fame Monster. Pe 22 mai 2009, cântăreața a postat pe Twitter cuvântul „monster”, explicându-l mai apoi într-un interviu pentru Daily Star:
„Am o obsesie pentru moarte și sex. Aceste două lucruri sunt nucleul filmelor horror cu care am fost obsedată în ultima vreme. Am urmărit filme de groază și filme sciene fiction din anii '50. Relansarea mea este intitulată «The Fame Monster» deoarece pur și simplu mâncam ca o bulimică și regurgitam filme cu monștrii și toate lucrurile înspăimântătoare. Observasem o renaștere a acestei idei de monstru, de fantezie, însă într-un mod foarte real. Dacă observați asta în aceste filme, există întotdeauna o juxtapunere a sexului cu moartea. Asta le face atât de înfricoșătoare. Corpul și mintea sunt pregătite pentru orgasm, însă, în schimb, cineva este ucis. Aceasta este un fel de circumstanță psihologică răsucită.”
Spre deosebire de The Fame, noul album a fost inspirat de experiențele personale ale cântăreței, aducând analiza faimei la un nivel complet nou. Direcția muzicală de început a fost, de asemenea, influențată de experiența lui Gaga în turneul The Fame Ball Tour, moment în care acestea „s-a întâlnit cu «mai mulți monștrii»” care i-au încapsulat cele mai mari temeri. Aceste frici au fost împărțite în diferite metafore de monstru, precum „Frica de monstrul sex”, „Frica de monstrul dragoste”, „Frica de monstrul alcool”, și așa mai departe. Solista a spus că: „Am petrecut foarte multe nopți în Europa de Est. Iar acest album este o experimentare pop cu beat-uri industriale/gotice, melodii dance din anii '90 și o obsesie pentru geniile lirice ale muzicii pop melancolice din anii '80, precum și spectacolele de modă”. Într-un interviu pentru MTV News, Gaga a spus că The Fame și The Fame Monster se aseamănă cu conceptul yin și yang datorită stilurilor și conceptelor opuse.

## Structura muzicală și versurile
Versiunea finală a materialul The Fame Monster conține opt cântece în varianta standard. Albumul prezintă gustul lui Gaga pentru imitații, acestea bazându-se pe „Arena glam a anilor '70 sau disco-ul plin de viață ABBA”, potrivit publicației Rolling Stone. Neil McCormick de la ziarul The Daily Telegraph a considerat că, deși nu este din punct de vedere tematic în ton cu lansarea precedentă, The Fame Monster aduce cântece compuse prin intermediul „energiilor vivace, melodiilor îndrăznețe, precum și a a aproape comicului senzaționalism neîncetat”. Metafore zombie sunt prezente în cântece precum „Monster”, „Teeth” și „Dance in the Dark” datorită versurilor „He ate my heart...” (ro.: „El mi-a mâncat inima...”), „Take a bite of my bad-girl meat...” (ro.: „Ia o mușcătură din carnea mea de fată rea...”), și respectiv „Silicone, saline, poison, inject me...” (ro.: „Silicon, sare, otravă, injectează-mă...”). Versurile piesei „Dance in the Dark” fac totodată referire la persoane faimoase care au avut parte de un sfârșit tragic: Marilyn Monroe, Judy Garland, Sylvia Plath, Prințesa Diana, Liberace, și JonBenét Ramsey. Ședințele de înregistrare au avut loc în Los Angeles, Londra, Osaka și Amsterdam. Patru dintre cântece au fost produse în principal de către RedOne, celelalte piese fiind produse de către Ron Fair, Fernando Garibay, Tal Herzberg, Rodney „Darkchild” Jerkins, Teddy Riley și Space Cowboy. Gaga a fost co-producătoarea tuturor melodiilor.
The Fame Monster începe cu piesa „Bad Romance” care, potrivit lui Simon Price de la The Independent, setează tonul sumbru al albumului. Redactorul a mai adăugat faptul că melodia conține „o atmosferă dominantă și estetică gotică, începând de la coperta monocromă a single-ului, până la logoul crucifix”. Pentru Paul Lester de la BBC, refrenul lui „Bad Romance” are o sonoritate asemănătoare cu cântecele grupului Boney M., iar compoziția aduce aminte de cel de-al cincilea album de studio al trupei Depeche Mode, Black Celebration (1986). Esența piesei stă în refrenul „captivant” și beat-ul de club, precum și în versurile ce vorbesc despre modul în care dragostea doare atât în moduri bune, cât și rele. Cea de-a doua melodie, „Alejandro”, încorporează elemente din muzica formațiilor ABBA și Ace of Base. Versurile cântecului acompaniat de producția lui RedOne au fost interpretate drept un rămas bun de la un iubit. „Monster” conține sintetizatoare și tobe puternice, iar introducerea melodiei prezintă beat-uri duble, în timp ce vocea cântăreței este modificată cu ajutorul Auto-Tune-ului.
Cea de-a patra melodie este „Speechless”, o baladă inspirată de muzica rock a anilor '70 ce vorbește despre o relație abuzivă. Cântecul conține acorduri de chitară care, potrivit PopMatters, sunt comparabile cu lucrările lui Freddie Mercury și formației Queen. Sursa de inspirație din spatele piesei a fost afecțiunea cardiacă a tatălui artistei. Gaga a amintit de momentele în care tatăl ei obișnuia să o sune după câteva pahare de băutură, însă cântăreața era întotdeauna fără grai, temându-se de moartea acestuia. Produs de Ron Fair, „Speechless” a fost înregistrat utilizând instrumente live precum tobe, chitare, bas, și pianul interpretat de Gaga. Al cincilea cântec, „Dance in the Dark”, vorbește despre modul în care o fată preferă să întrețină relații intime doar atunci când lumina este stinsă deoarece aceasta se simte rușinată în legătură cu corpul ei.
„Telephone” a fost compus inițial de Gaga pentru cel de-al șaselea album de studio al cântăreței Britney Spears, Circus (2008), însă casa de discuri a acesteia a respins piesa. Gaga a înregistrat ulterior cântecul în colaborare cu Beyoncé pentru The Fame Monster. Melodia vorbește despre modul în care artista preferă să fie pe ringul de dans decât să răspundă la apelul iubitului ei, cu versuri cântate rapid și acompaniate de beat-uri duble. Solista a explicat ulterior faptul că piesa este despre frica de asfixie, „frica de a nu fi capabilă să mă distrez. Pentru că îmi iubesc munca atât de mult, este foarte greu pentru mine să ies în oraș și să mă simt bine”. În „So Happy I Could Die”, Gaga prezintă o odă pentru acțiuni și sentimente sexuale, obiectul afectiv al piesei devenind ea însăși, cântând despre a bea alcool, a dansa, a observa și a se masturba, cântând într-o voce sedată, modificată cu ajutorul Auto-Tune-ului. The Fame Monster se încheie cu melodia „Teeth” ce conține o structură asemănătoare cu muzica gospel.

## Lansarea și coperta

Fotograful francez Hedi Slimane a realizat imaginile utilizate pentru coperțile materialului.

Gaga a confirmat faptul că cele opt cântece noi vor fi lansate în America de Nord drept un extended play (EP). Solista a considerat că The Fame Monster ar trebui să fie tratat ca cea de-a doua ei lansare, dezvăluind faptul că nu a vrut să adauge sau să îndepărteze vreun cântec al EP-ului. „Este o lucrare total conceptuală și muzicală care poate sta pe propriile picioare”, a adăugat Gaga. Lansarea EP a avut loc la 23 noiembrie 2009. Versiunea deluxe—un dublu album ce conține cele opt melodii noi pe primul disc și albumul The Fame pe cel de-al doilea disc—a fost lansată în aceeași zi. O ediție limitată ce include o șuviță din peruca solistei a fost lansată trei săptămâni mai târziu. Deși casa de discuri Interscope a planificat inițial să lanseze o versiune a albumului The Fame cu două discuri, materializarea nu a fost posibilă din punct de vedere financiar. Astfel, în țări precum Statele Unite, The Fame Monster a fost lansat și drept un extended play separat. La 3 mai 2010, o ediție limitată USB flash drive a fost lansată. Aceasta a inclus variante explicite ale cântecelor, precum și nouă remixuri, opt videoclipuri muzicale, o broșură digitală, coperțile discurilor single, precum și o galerie de imagini.
Două coperți au fost create pentru The Fame Monster, ambele fiind realizate de fotograful francez Hedi Slimane. În coperta versiunii standard, Gaga este prezentată purtând o perucă blondă și un pardesiu negru, angular și lucios. Gulerul pardesiului acoperă jumătate din fața cântăreței. Ascunderea unghiulară a feței este o referință către coperta similară pentru albumul The Fame, fiind descrisă drept „elegantă” de Andrew Unterberger de la revista Billboard. Redactorul a mai adăugat faptul că „există un pericol în ochii ei de data aceasta, însă cu o adâncime mai mare în austeritate sa: Un star ce are multe de spus”. Fotografia pentru versiunea deluxe o afișează pe artistă acoperită de păr șaten și des, iar fața este machiată cu rimel negru întunecat.
În mod inițial, Gaga a avut o dispută cu casa de discuri în legătură cu imaginile pentru copertă; Interscope a considerat că imaginea pentru versiunea deluxe este mult prea întunecată și gotică pentru a fi utilizată într-o lansare către public. Cu toate acestea, cântăreața a reușit să îi convingă, explicându-le că ambele fotografii sunt adecvate pentru conceptul de yin și yang al albumului. Fontul utilizat este sans-serif, modelul utilizat în campaniile Christian Dior.

## Promovarea

### Interpretări live

Lady Gaga interpretând cel de-al treilea single de pe The Fame Monster, „Alejandro”, în timpul concertului „GagaKoh” din Tokyo, Japonia.

Campania de promovare pentru The Fame Monster a început cu o interpretare la emisiunea Saturday Night Live, incluzând o variantă cântată la pian a melodiei „Bad Romance”. Gaga a apărut, de asemenea, la numeroase emisiuni de televiziune, precum It's On with Alexa Chung sau emisiunea germană Wetten, das..?. La 16 noiembrie 2009, solista a cântat „Speechless” la aniversarea a 30 de ani de la inaugurarea Muzeului de Artă Contemporană Los Angeles. Pentru interpretare, Gaga a colaborat cu artistul Francesco Bezzolli și membrii academiei de balet Bolshoi din Rusia. În aceeași zi, cântăreața a apărut în serialul de televiziune Gossip Girl, într-un episod intitulat „The Last Days of Disco Stick”. Totodată, Gaga a interpretat „Bad Romance” la ediția din 2009 a premiilor American Music Awards, precum și la emisiunile The Jay Leno Show, The Ellen DeGeneres Show, și The X Factor UK. Mai târziu, artista a cântat „Speechless” la emisiunea caritabilă Royal Variety Performance.
Gaga a apărut la emisiunea The Oprah Winfrey Show în luna ianuarie a anului 2010, cântând un potpuriu compus din piesele „Monster”, „Bad Romance”, și „Speechelss”. La cea de-a 52-a ediție a premiilor Grammy, artista a deschis gala de premii cu un spectacol ce a inclus cântecele „Poker Face”, „Speechless”, și „Your Song”, ultimele două fiind interpretate alături de Elton John. La ediția din 2010 a premiilor BRIT, Gaga a cântat o versiune lentă a melodiei „Telephone”, urmată apoi de „Dance in the Dark”. Momentul a fost realizat drept omagiu pentru designer-ul Alexander McQueen. În martie 2010, „Bad Romance” și „Monster” au fost adăugate în lista de conținut descărcabil a seriei de jocuri video Rock Band, împreună cu „Just Dance” și „Poker Face” de pe albumul The Fame. Gaga a apărut la emisiunea Friday Night with Jonathan Ross, cântând „Brown Eyes” (de pe The Fame) și „Telephone”. În următoarea lună, artista a organizat un mini-concert în Japonia pentru gama de cosmetice MAC. Pentru interpretare, Gaga a colaborat cu artistul canadian Terence Koh. Spectacolul a fost intitulat „GagaKoh” și a avut loc pe o scenă rotativă unde s-au aflat statui sculptate de Koh ce prezentau femei dezbrăcate, purtând urechi de iepure. La eveniment, solista a cântat piesele „Bad Romance”, „Alejandro” și „Speechless”.

### Discuri single
Primul disc single extras de pe album, „Bad Romance”, a fost lansat spre descărcare digitală la 27 octombrie 2009. Cântecul a ocupat prima poziție a clasamentelor din peste 15 țări, ocupând, de asemenea, locul doi în Statele Unite, Australia, Noua Zeelandă, Belgia, și Elveția. Single-ul s-a vândut în 12 milioane de exemplare în întreaga lume. Videoclipul piesei, prezentând-o pe Gaga într-o baie publică suprarealistă, a primit laude din partea criticilor, aceștia lăudând atât natura sa riscantă, plină de simbolistică, cât și direcția artistică și imaginile vii. În anul 2011, cititorii revistei Billboard l-au votat drept cel mai bun videoclip al anilor 2000 (deceniu).
„Telephone” a fost lansat drept cel de-al doilea disc single de pe album la 26 ianuarie 2010. Piesa s-a clasa pe locul unu ierarhia UK Singles Chart, devenind cel de-al doilea single consecutiv al cântăreței care să ajungă pe prima poziție. În Statele Unite, cântecul a ajuns pe locul trei în Billboard Hot 100, devenind cel de-al șaselea șlagăr de top 10 consecutiv al solistei. „Telephone” a ocupat, de asemenea, locul unu în clasamentul Mainstream Top 40, devenind astfel cel de-al șaselea single consecutiv a lui Gaga care să ajungă pe primul loc, egalând-o astfel pe Mariah Carey drept artistă cu cele mai multe piese de top. Videoclipul pentru „Telephone” reprezintă o continuare a celui pentru „Paparazzi”, prezentând-o pe Beyoncé eliberând-o pe cauțiune pe Gaga din închisoare și fiind partenere într-o crimă.
„Dance in the Dark” a fost inițial planificat drept cel de-al treilea single. Cu toate acestea, Gaga a ales „Alejandro” în urma numeroaselor conflicte cu compania de înregistrări, piesa fiind trimisă către posturile de radio la 20 aprilie 2010. Cântecul s-a clasat în top cinci în țări precum Australia sau Canada, în timp ce în Bulgaria, Finlanda, Polonia, România și Rusia, acesta a ajuns pe primul loc. În Statele Unite, „Alejandro” a ocupat locul cinci, devenind astfel cel de-al șaptelea single de top 10 consecutiv din cariera lui Gaga. „Dance in the Dark” a fost în cele din urmă lansat ca cel de-al patrulea și ultimul single de pe The Fame Monster doar în Australia, Franța și Noua Zeelandă la 26 iulie 2010. Melodia a avut parte de un succes minor în clasamente, ocupând locul 24 în Australia și locul 30 în topul celor mai bine vândute single-uri digitale din Franța.

### Turneul The Monster Ball
Gaga a planificat în mod inițial un turneu alături de rapperul Kanye West, intitulat Fame Kills: Starring Kanye West and Lady Gaga. Cu toate acestea, în urma controversei dintre West și Taylor Swift la ediția din 2009 a premiilor MTV Video Music Awards, artistul a anunțat faptul că va face o pauză de la cariera muzicală. Toate datele concertelor au fost anulate îndată, Gaga confirmând ulterior că va organiza un turneu solo pentru a promova The Fame Monster. Descris de cântăreață drept „prima operă pop electro”, turneul The Monster Ball Tour a început în noiembrie 2009 și s-a încheiat în mai 2011. Alături de echipa ei, solista a creat un decor asemănător unei rame în care spectacolul urma să aibă loc. Gaga a fost de părere că acest design îi va permite un control creativ. De vreme ce albumul vorbește despre fricile pe care Gaga le-a simțit de-a lungul timpului, tema principală a concertului a fost evoluția, artista prezentându-și dezvoltarea pe măsură ce spectacolul avansa. Lista de cântece conține melodii atât de pe The Fame, cât și de pe The Fame Monster.
Pentru concertele din anul 2010, cântăreața a fost de părere că o reorganizare este necesară deoarece spectacolul a fost pus la punct într-un timp mult prea scurt. Noua temă prezintă povestea lui Gaga și a prietenilor ei, călătorind în New York și pierzându-se în drum spre The Monster Ball. Concertul a fost împărțit în cinci segmente, ultimul fiind bis-ul. Pentru fiecare segment, artista a apărut pe scenă în ținute noi, iar înainte de fiecare segment, antracte video erau afișate. Turneul a încasat un total de 227.4 milioane de dolari din 200 de spectacole, având o audiență de 2.5 de milioane de spectatori. The Monster Ball a stabilit un record pentru turneul cu cel mai bun profit al un artist solo debutant. O ediție specială a spectacolului a fost înregistrată de HBO în timpul concertelor din februarie 2011 de la Madison Square Garden, în New York City.

## Recepția criticilor
The Fame Monster a primit recenzii pozitive din partea criticilor de specialitate. Pe Metacritic, albumul a primit un scor de 78, bazat pe 14 de recenzii, rezultând astfel „recenzii general favorabile”. Sal Cinquemani de la publicația Slant Magazine a considerat că, deși albumul nu este un salt în față pentru Gaga, acesta reușește „să prezinte licăriri mici, chiar efemere, în spatele pretextului”. Simon Price de la ziarul The Independent l-a numit „o întreagă operă de artă, în toată regula”, în timp ce Kitty Empire de la ziarul The Observer a spus că albumul „este mult mai nebunesc și splendid” decât lucrările formației Pussycat Dolls. Robert Christgau de la MSN Music a considerat că The Fame Monster este „comparabil din punct de vedere calitativ” cu The Fame, oferindu-i un calificativ de A– și descriind cântecele ca fiind „mașinării pop raționalizate”. Christgau a continuat prin a spune că „după ce am fost copleșit de vizibilitatea absolută a relansării cu viteza luminii, am realizat cât de plăcute și inevitabile s-au dovedit a fi ante-refrenele ei”.
Într-o recenzie pentru revista NME, Emily MacKay a descris albumul drept „atât de imaculat pe cât te-ai fi așteptat, însă cu un nucleu de sub zero grade despre izolare și teamă”. Redactorul a continuat prin a spune că lansarea albumului a reprezentat „momentul în care Gaga s-a consolidat drept o adevărată vedetă”. Evan Sawdey de la PopMatters a lăudat faptul că solista „a fost dispusă să încerce lucruri noi”, fiind de părere că albumul a înfățișat „modul în care artista nu se mulțumește cu a face același lucru din nou și din nou [...] Gaga are voie să facă mici greșeli în călătoria ei spre nirvana pop—și judecând după materialul pe care l-a țintit pentru The Fame Monster, s-ar putea să ajungă acolo cât mai curând”. Mikael Woods de la ziarul Los Angeles Times a opinat că The Fame Monster continue să demonstreze ambiția creativă și gama stilistică a cântăreței.
Jon Dolan de la publicația Rolling Stone a numit EP-ul „în cea mai mare parte la obiect”, oferindu-i un punctaj de 3.5 stele din cinci. Acesta a mai spus că „jumătate din disc sunt imitații ale Madonnei, însă asta face parte din concept—monștrii faimă nu trebuie să se preocupe de originalitate”. Edna Gundersen de la ziarul USA Today a observat faptul că, pe The Fame Monster, „detașarea rece ca gheața a lui Gaga și aversiunea aparentă față de o relație umană veritabilă lasă un gol perturbator. Însă atunci când vii cu un intelect avangardist, excentricități electropop și dramatism înfricoșător în lupta pentru atenție, nu mai există loc și pentru inimă”. Într-o recenzie pentru revista irlandeză Hot Press, Ed Power a complimentat abilitatea solistei de a „aduce întotdeauna ce-i mai bun” în creațiile muzicale, în timp ce Neil McCormick de la ziarul The Daily Telegraph a fost de părere că albumul „are calități irezistibile cărora le sunt oferite frâu liber spre a se dezlănțui”. Josh Modell de la revista Spin a oferit o recenzie pozitivă materialului în cea ce privește piesele dinamice, însă a considerat că „Atunci când Gaga se îndreaptă către balade sincere [...] pare pierdută”.

## Performanța în clasamentele muzicale

Gaga interpretând cântecul „Bad Romance” în timpul versiunii originale a turneului The Monster Ball Tour. Piesa a devenit unul dintre cele mai de succes single-uri ale artistei de până acum

În Statele Unite, discul individual ce conține doar The Fame Monster s-a clasat pe locul cinci în topul Billboard 200, vânzând 174.000 de exemplare. Versiunea deluxe ce include două discuri, inclusiv albumul The Fame, a ajuns de pe locul 34 pe locul șase, vânzând 151.000 de copii. The Fame Monster s-a clasat, de asemenea, pe locul unu în topul celor mai bine vândute albume din mediul digital, cu 65.000 de exemplare vândute. Șapte din cele opt cântece au ajuns totodată în clasamentul Hot Digital Songs, inclusiv single-ul „Bad Romance” ce ocupa o a doua săptămână pe prima poziție datorită celor 218.000 de copii vândute. Materialul a ajuns pe locul unu în topul Dance/Electronic Albums, înlocuindu-l pe The Fame și devenind astfel cel de-al doilea album a lui Gaga ce reușește această performanță.
În luna ianuarie a anului 2010, albumul a primit discul de platină din partea Recording Industry Association of America (RIAA) pentru cele peste un milion de exemplare expediate. Până în februarie 2018, The Fame Monster s-a vândut în 1.64 de copii în Statele Unite, potrivit Nielsen Soundscan. În lista de final al anului 2010 pentru revistei Billboard, materialul a fost clasat pe locul 13 în Billboard 200 și, respectiv, locul 13 în clasamentul Dance/Electronic Albums. În Canada, albumul a ajuns pe locul șase în topul Canadian Albums Chart și a fost al 23-lea cel mai bine vândut material al anului 2010.
În Australia, The Fame Monster a activat în clasament inițial alături de The Fame, însă a fost ulterior considerat drept o lansare separată. Acesta a debutat pe locul șase în ierarhia ARIA Albums Chart, iar în cea de-a 18-a săptămână, a ajuns pe locul unu. Albumul a fost premiat cu trei discuri de platină de către Australian Recording Industry Association (ARIA) pentru cele peste 210.000 de exemplare expediate. În Japonia, după peste 20 de săptămâni de prezență în clasamentul Oricon, discul a ocupat poziția sa maximă, locul doi, în mai 2010. 548.000 de copii au fost vândute până în iulie 2011, materialul clasându-se pe locul 14 în lista de final de an pentru 2010.
În Regatul Unit, The Fame Monster a fost pus la dispoziție doar în versiunea deluxe, nu și ca o lansare separată, fiind astfel considerat ca parte albumului The Fame. La 29 noiembrie 2009, albumul a avut parte de o ascensiune de 48 de poziții, ajungând de pe locul 55 pe locul șapte în topul UK Albums Chart. Toate cele opt cântece de pe The Fame Monster au reușit să ajungă în top 200 în UK Singles Chart. La 6 martie 2010, The Fame s-a clasat pe locul unu. The Fame Monster a ajuns, de asemenea, în clasamentele din Danemarca, Irlanda și Germania împreună cu The Fame, ocupând prima poziție în ultimele două țări menționate anterior. Datorită activității de-a lungul Europei, The Fame Monster s-a clasat pe locul 13 în European Top 100 Albums, primind trei discuri de platină din partea International Federation of the Phonographic Industry (IFPI) pentru cele peste trei milioane de exemplare vândute în continent.

## Distincții și recunoașteri
În 2010, Gaga a câștigat premiul pentru cel mai remarcabil artist la cea de-a 21-a ediție a premiilor GLAAD Media. Albumul The Fame Monster și cântecele acestuia au primit un total de șase nominalizări la a 53-a ediție a premiilor Grammy. The Fame Monster a fost nominalizat la premiul Grammy pentru cel mai bun album al anului și a câștigat premiul Grammy pentru cel mai bun album pop vocal „Bad Romance” a câștigat premiul Grammy pentru cea mai bună interpretare pop feminină și premiul Grammy pentru cel mai bun videoclip, în timp ce cântecele „Telephone” și „Dance in the Dark” au fost nominalizate la categoriile „Cea mai bună colaborare pop” și, respectiv, „Cea mai bună înregistrare dance”.
Materialul a primit nominalizări la categoria „Cel mai bun album” la edițiile din 2010 a premiilor International Dance Music și Meteor și a câștigat premiul pentru cel mai bun în limba engleză la ediția din 2010 a premiilor Premios Oye! din Mexic. La ediția din 2011 a premiilor Billboard Music Awards, The Fame Monster a câștigat un premiu la categoria „Cel mai bun album dance/electronic”.
Revista Time a listat The Fame Monster în topul celor mai bune 10 albume din 2009, notând faptul că acesta evidențiază „o înțelegere pe deplin a ceea ce publicul muzicii dance solicită și talentul vocal ce se lasă ușor uitat sub tot acel păr platinat”. Publicația Spin a clasat materialul pe locul 197 în topul celor mai bune 300 de albume din ultimii 30 de ani, caracterizându-l drept magnum opus-ul solistei și o „mini-capodoperă”. În topul celor mai bune 50 de coperți ale albumelor pop din ultimii cinci ani realizat de revista Complex în 2012, The Fame Monster a ocupat locul șase, Dale Eisenger numindu-le „atrăgătoare și minunate” și opinând că înfățișarea lui Gaga a fost preluată de alți artiști în anii următori. În 2015, revista Billboard a inclus fotografia pentru versiunea standard în lista celor mai bune 50 de coperți din toate timpurile. În luna noiembrie 2016, publicația menționată anterior a numit The Fame Monster cel mai bun album al cântăreței.

## Impact în cultura pop
Critcii au observat faptul că, odată cu lansarea albumelor The Fame și The Fame Monster la finalul anilor 2000, Lady Gaga a readus muzica dance-electronică la radio. Jonathan Bogart de la revista The Atlantic a spus că: „EDM-ul a intrat de nicăieri decât prin ușa din spate, cu piesa «Just Dance» a lui Lady Gaga de la finalul anului 2008, și nu a durat mult ca sunetul să se răspândească”. DJ-ul Tommie Sunshine a declarat în timpul unui interviu pentru MTV faptul că „nu ar mai fi un șlagăr de top 10 David Guetta... nu ar mai fi acest album Black Eyed Peas, dacă nu ar fi fost The Fame. Influența acestui material este epică, iar noi suntem aici, vorbind despre toate acestea, datorită lui”. Jurnalistul Kevin C. Johnson de la ziarul St. Louis Post-Dispatch a recunoscut impactul lucrării în articolul „Lady Gaga helps bring EDM to the masses” (ro.: „Lady Gaga contribuie la aducerea muzicii EDM către public”). Personalitatea radio Zane Lowe și producătorul și DJ-ul Calvin Harris au vorbit despre impactul albumului în timpul unui interviu radio pentru Beats 1. Lowe a susținut: „Aveam o discuție despre Lady Gaga împreună cu Mike Skinner, iar el a spus: «Un lucru trebuie să-ți amintești legat de Lady Gaga, ea a readus muzica four-on-the-floor la radioul american»”, iar „până în acel moment, nu era nimic asemănător cu four-on-the-floor în muzica pop”. Harris a adăugat: „100% adevărat. Exista chiar o versiune hip-hop pentru «Poker Face» pentru radio”, însă „în mod ridicol, versiunea originală a fost cea care a prins la public”.
Andrew Unterberget de la revista Billboard a afirmat că „Gaga a crescut standardele de ambiție în muzica pop” iar artistei „nu i-a luat mult ca să demonstreze că este asteroidul muzicii pop pe care toată lumea îl aștepta cu sufletul la gură să se prăbușească”. Criticul a adăugat faptul că „celelalte superstaruri pop au trebuit să preia ștacheta”, concluzionând prin a spune că Gaga „a adus muzica de consum americană la unul dintre cele mai puțin interesante și lipsite de energie momente ale ei, făcând-o mai mare, mai ciudată, mai dinamică și de un infinit de ori mai bazată pe personalitate – cu alte cuvinte, mult mai distractivă”.
Criticii de specialitate au recunoscut faptul că, o dată cu lansarea lui The Fame Monster, Gaga a pornit un trend în muzica pop în a purta ținute bizare și scandaloase. Jarett Wieselman a declarat pentru Page Six că: „Am presupus în mod repetat că succesul și adorația acordată lui Lady Gaga au determinat fiecare altă cântăreață să admită faptul că, indiferent că și-a cultivat sau nu o personalitate excentrică, opțiunile în materie de progres în modă sunt nelimitate!”. Acesta a mai spus că „efectele «Lady Gaga» persistă în continuare”. Tracie Egan Morrisey de la website-ul Jezebel a opinat că ținutele purtate pe covorul roșul la ediția din 2011 a premiilor MTV Video Music Awards „duhnesc a influențe Lady Gaga”, adăugând: „încă de când ea a apărut pe scenă purtând măști bizare, pălării înalte și ținute conceptuale, toată lumea crede că a arăta ca un idiot pe covorul roșu este un semn de complexitate artistică”. Aceasta a continuat prin a spune că „Nicki Minaj este un caz terifiant de Gaga-itis” iar „cubul de pe capul [lui Katy Perry] este tentativa ei de a fi în pas cu moda avangardistă”.
În articolul său intitulat „Girl Pop’s Lady Gaga Makeover” (ro.: „Transformarea cântărețelor pop în Lady Gaga”), Jon Caramanica de la ziarul The New York Times a declarat: „Amprentele [artistei] se regăsesc în noile imagini ale solistelor Christina Aguilera, Rihanna, Katy Perry, și Beyoncé; și în cele ale cântărețelor noi precum Kesha, Janelle Monáe și Nicki Minaj”, adăugând faptul că „toate lucrările ei de la albumul de debut din 2008 încoace [...] au ajutat la împingerea și pierderea granițelor convenționale”. Redactorul a continuat prin a spune că: „dacă Lady Gaga a avut un impact direct asupra cuiva, acela a fost, în mod surprinzător, Beyoncé. Ea și-a petrecut majoritatea timpului din cariera ei imună spre a-și influența colegii. Cu toate acestea, în ultimul an, în urma câtorva colaborări cu Lady Gaga —„Telephone” și „Video Phone” — pare că a revenit la viață. Videoclipurile pentru acele cântece o înfățișează mai plină de umor ca niciodată, ca și cum Gaga ar fi tăbărât pe Beyoncé și a infectat-o cu un virus, o serie de evenimente vampirice”.

## Lista cântecelor
Versiunea deluxe (primul disc) / Versiunea standard EP — 34:09
| Nr. | Titlu                  | Textier(i)                                                                | Producător(i)              | Durată |
| --- | ---------------------- | ------------------------------------------------------------------------- | -------------------------- | ------ |
| 1.  | „Bad Romance”          | Lady Gaga RedOne                                                          | RedOne Gaga                | 4:54   |
| 2.  | „Alejandro”            | Gaga RedOne                                                               | RedOne Gaga                | 4:34   |
| 3.  | „Monster”              | RedOne Gaga Space Cowboy                                                  | RedOne Gaga                | 4:10   |
| 4.  | „Speechless”           | Gaga                                                                      | Ron Fair Gaga Tal Herzberg | 4:31   |
| 5.  | „Dance in the Dark”    | Gaga Fernando Garibay                                                     | Garibay Gaga               | 4:49   |
| 6.  | „Telephone”            | Gaga Rodney „Darkchild” Jerkins LaShawn Daniels Lazonate Franklin Beyoncé | Jerkins Gaga               | 3:41   |
| 7.  | „So Happy I Could Die” | Gaga RedOne Space Cowboy                                                  | RedOne Gaga Space Cowboy   | 3:55   |
| 8.  | „Teeth”                | Gaga Taja Riley Pete Wyoming Bender Teddy Riley                           | Teddy Riley Gaga           | 3:41   |

Versiunea distribuită iTunes (cântec bonus) — 39:05
| Nr. | Titlu                           | Textier(i)        | Remixer(i) | Durată |
| --- | ------------------------------- | ----------------- | ---------- | ------ |
| 9.  | „Bad Romance” (Starsmith Remix) | Gaga Kierszenbaum | Starsmith  | 4:56   |

Versiunea USB (piese bonus) — 73:19
| Nr. | Titlu                                                                         | Textier(i)                            | Remixer(i)      | Durată |
| --- | ----------------------------------------------------------------------------- | ------------------------------------- | --------------- | ------ |
| 9.  | „Bad Romance” (Starsmith Remix)                                               | Gaga Kierszenbaum                     | Starsmith       | 4:56   |
| 10. | „Telephone” (Passion Pit Remix)                                               | Gaga Jerkins Daniels Franklin Beyoncé | Passion Pit     | 5:13   |
| 11. | „Paparazzi” (Demolition Crew Remix)                                           | Gaga Rob Fusari                       | Demolition Crew | 3:54   |
| 12. | „Just Dance” (Deewaan Remix) (featuring Ashking, Wedis, Lush and Young Thoro) | Gaga RedOne Aliaune Thiam             | Deewaan         | 4:17   |
| 13. | „LoveGame” (Robots to Mars Remix)                                             | Gaga RedOne                           | Robots to Mars  | 3:14   |
| 14. | „Eh, Eh (Nothing Else I Can Say)” (Frankmusik Remix)                          | Gaga Martin Kierszenbaum              | Frankmusik      | 3:48   |
| 15. | „Poker Face” (Piano & Voice Version) (Live at The Cherrytree House)           | Gaga RedOne                           | Kierszenbaum    | 3:38   |
| 16. | „Bad Romance” (Grum Remix)                                                    | Gaga RedOne                           | Grum            | 4:51   |
| 17. | „Telephone” (Alphabeat Remix)                                                 | Gaga Jerkins Daniels Franklin Beyoncé | Alphabeat       | 5:13   |

Versiunea deluxe (discul doi) — 50:20
| Nr. | Titlu                                            | Textier(i)                                   | Producător(i)             | Durată |
| --- | ------------------------------------------------ | -------------------------------------------- | ------------------------- | ------ |
| 1.  | „Just Dance” featuring Colby O'Donis             | Lady Gaga RedOne Aliaune Thiam               | RedOne                    | 4:02   |
| 2.  | „LoveGame”                                       | Gaga RedOne                                  | RedOne                    | 3:36   |
| 3.  | „Paparazzi”                                      | Gaga Rob Fusari                              | Fusari Gaga               | 3:28   |
| 4.  | „Poker Face”                                     | Gaga RedOne                                  | RedOne                    | 3:57   |
| 5.  | „Eh, Eh (Nothing Else I Can Say)”                | Gaga Martin Kierszenbaum                     | Kierszenbaum              | 2:55   |
| 6.  | „Beautiful, Dirty, Rich”                         | Gaga Fusari                                  | Fusari                    | 2:52   |
| 7.  | „The Fame”                                       | Gaga Kierszenbaum                            | Kierszenbaum              | 3:42   |
| 8.  | „Money Honey”                                    | Gaga RedOne Bilal Hajji                      | RedOne                    | 2:50   |
| 9.  | „Starstruck” featuring Space Cowboy and Flo Rida | Gaga Kierszenbaum Nick Dresti Tramar Dillard | Kierszenbaum Space Cowboy | 3:37   |
| 10. | „Boys Boys Boys”                                 | Gaga RedOne                                  | RedOne                    | 3:20   |
| 11. | „Paper Gangsta”                                  | Gaga RedOne                                  | RedOne                    | 4:23   |
| 12. | „Brown Eyes”                                     | Gaga Fusari                                  | Fusari Gaga               | 4:03   |
| 13. | „I Like It Rough”                                | Gaga Kierszenbaum                            | Kierszenbaum              | 3:22   |
| 14. | „Summerboy”                                      | Gaga Brian Kierulf Josh Schwartz             | Brian & Josh              | 4:13   |

Versiunea internațională (discul doi) — 57:42
| Nr. | Titlu                                            | Textier(i)                                   | Producător(i)             | Durată |
| --- | ------------------------------------------------ | -------------------------------------------- | ------------------------- | ------ |
| 1.  | „Just Dance” featuring Colby O'Donis             | Lady Gaga RedOne Aliaune Thiam               | RedOne                    | 4:02   |
| 2.  | „LoveGame”                                       | Gaga RedOne                                  | RedOne                    | 3:36   |
| 3.  | „Paparazzi”                                      | Gaga Rob Fusari                              | Fusari Gaga               | 3:28   |
| 4.  | „Poker Face”                                     | Gaga RedOne                                  | RedOne                    | 3:57   |
| 5.  | „I Like It Rough”                                | Gaga Kierszenbaum                            | Kierszenbaum              | 3:22   |
| 6.  | „Eh, Eh (Nothing Else I Can Say)”                | Gaga Martin Kierszenbaum                     | Kierszenbaum              | 2:55   |
| 7.  | „Starstruck” featuring Space Cowboy and Flo Rida | Gaga Kierszenbaum Nick Dresti Tramar Dillard | Kierszenbaum Space Cowboy | 3:37   |
| 8.  | „Beautiful, Dirty, Rich”                         | Gaga Fusari                                  | Fusari                    | 2:52   |
| 9.  | „The Fame”                                       | Gaga Kierszenbaum                            | Kierszenbaum              | 3:42   |
| 10. | „Money Honey”                                    | Gaga RedOne Bilal Hajji                      | RedOne                    | 2:50   |
| 11. | „Boys Boys Boys”                                 | Gaga RedOne                                  | RedOne                    | 3:20   |
| 12. | „Paper Gangsta”                                  | Gaga RedOne                                  | RedOne                    | 4:23   |
| 13. | „Brown Eyes”                                     | Gaga Fusari                                  | Fusari Gaga               | 4:03   |
| 14. | „Summerboy”                                      | Gaga Brian Kierulf Josh Schwartz             | Brian & Josh              | 4:13   |
| 15. | „Disco Heaven”                                   | Gaga Fusari                                  | Fusari                    | 3:41   |
| 16. | „Retro, Dance, Freak”                            | Gaga Fusari                                  | Fusari                    | 3:23   |

Versiunea distribuită în Regatul Unit (cântec bonus) — 57:24
| Nr. | Titlu         | Textier(i)  | Producător(i) | Durată |
| --- | ------------- | ----------- | ------------- | ------ |
| 16. | „Again Again” | Gaga Fusari | Fusari        | 3:05   |

Versiunea limitată distribuită în Japonia (cântec bonus) — 1:00:47
| Nr. | Titlu                 | Textier(i)  | Producător(i) | Durată |
| --- | --------------------- | ----------- | ------------- | ------ |
| 16. | „Again Again”         | Gaga Fusari | Fusari        | 3:05   |
| 17. | „Retro, Dance, Freak” | Gaga Fusari | Fusari        | 3:23   |

Versiunea distribuită în Japonia (DVD bonus)
| Nr. | Titlu                               | Durată |
| --- | ----------------------------------- | ------ |
| 1.  | „Bad Romance” (Videoclip muzical)   | 5:15   |
| 2.  | „Bad Romance” (În spatele scenelor) | 3:42   |

Note
- ^a semnifică un co-producător
- ^b Bender și Teddy Riley nu sunt acreditați drept textier ai cântecului „Teeth” în broșura albumului, însă sunt listați de către Broadcast Music, Inc. (BMI),[128]

## Acreditări și personal
Acreditările pentru The Fame Monster sunt adaptate de pe broșura albumului.
| - Lady Gaga – pian, organizator, textier, programare, voce principală, acompaniament vocal, producător, aranjament vocal, instrumentație - RedOne – textier, programare, acompaniament vocal, producător, inginer de sunet, aranjament vocal, instrumentație, editare vocală - Space Cowboy – textier, programare, acompaniament vocal, producător, inginer de sunet, instrumentație - Gretchen Anderson – producător - Eelco Bakker – inginer de sunet - Beyoncé – textier - Bobby Campbell – direcție artistică - Joe Cory – asistent inginer de sunet - Mike Daly – asistent - LaShawn Daniels – textier - Christian Delano – inginer de sunet - Mike „Handz” Donaldson – efecte speciale, inginer voce - Stacy Dulan – acompaniament vocal - Ron Fair – aranjament, dirijor, producător - Paul Foley – inginer de sunet - Nicola Formichetti – stilist - Lazonate Franklin – textier - Fernando Garibay – aranjament, textier, progamare, producător, instrumentație - Lisa Einhorn Gilder – coordonator producție - John Goux – chitară - Matty Green – asistent - Vincent Herbert – producător executiv, A&R - Tal Herzberg – bas, producător, inginer de sunet | - Eric Jackson – chitară - Rodney Jerkins – textier, producător, mixare, muzicant - Dyana Kass – direcție artistică, marketing - Ryan Kennedy – asistent inginer de sunet - Martin Kierszenbaum – A&R - Abe Laboriel, Jr. – tobe - Takayuki Matsushima – asistent - Hisashi Mizoguchi – asistent voce - Musicians Regiment Horns – trompetă - Tal Oz – asistent inginer de sunet - Jennifer Paola – A&R - Dan Parry – inginer de sunet - Julian Peploe – direcție artistică - Jack Joseph Puig – mixare - Taja Riley – textier - Teddy Riley – producător, mixare - Andrea Ruffalo – coordonator producție - Dave Russell – inginer de sunet, mixare - Peter Savic – hair stylist - Johnny Severin – inginer de sunet, editare voce - Hedi Slimane – fotograf - Mark „Spike” Stent – mixare - Teyonie – acompaniament vocal - Jonas Wetling – inginer de sunet - Frank Wolff – inginer de sunet - Ianthe Zevos – direcție artistică |

## Prezența în clasamente
| Țară (clasament 2009)                                | Poziția maximă | Referință |
| ---------------------------------------------------- | -------------- | --------- |
| Australia (ARIA)                                     | 1              | [ 87 ]    |
| Austria (Ö3 Austria)*                                | 1              | [ 130 ]   |
| Belgia (Ultratop 50 Flanders)                        | 1              | [ 94 ]    |
| Belgia (Ultratop 50 Wallonia)                        | 5              | [ 131 ]   |
| Brazilia (ABPD Wallonia)                             | 3              | [ 132 ]   |
| Canada (Canadian Albums Chart)                       | 6              | [ 133 ]   |
| Cehia (ČNS IFPI)                                     | 3              | [ 134 ]   |
| Croația (HDU)                                        | 1              | [ 135 ]   |
| Elveția (Swiss Hitparade)*                           | 2              | [ 136 ]   |
| Danemarca (Hitlisten)                                | 2              | [ 137 ]   |
| Europa (European Top 100 Albums)                     | 13             | [ 96 ]    |
| Finlanda (Suomen virallinen lista)                   | 1              | [ 138 ]   |
| Franța (SNEP)                                        | 13             | [ 139 ]   |
| Germania (Offizielle Top 100)*                       | 1              | [ 95 ]    |
| Grecia (IFPI)                                        | 37             | [ 140 ]   |
| Irlanda (IRMA)*                                      | 1              | [ 141 ]   |
| Italia (FIMI)                                        | 2              | [ 142 ]   |
| Japonia (Oricon)                                     | 2              | [ 89 ]    |
| Mexic (AMPROFON)*                                    | 2              | [ 143 ]   |
| Noua Zeelandă (RMNZ)                                 | 1              | [ 144 ]   |
| Norvegia (VG-lista)                                  | 8              | [ 145 ]   |
| Olanda (MegaCharts)                                  | 4              | [ 146 ]   |
| Polonia (ZPAV)                                       | 1              | [ 147 ]   |
| Rusia (2M)                                           | 3              | [ 148 ]   |
| Regatul Unit (OCC)*                                  | 1              | [ 92 ]    |
| Spania (PROMUSICAE)*                                 | 3              | [ 149 ]   |
| Suedia (Sverigetopplistan)                           | 2              | [ 150 ]   |
| Statele Unite ale Americii (Billboard 200)           | 5              | [ 151 ]   |
| Statele Unite ale Americii (Dance/Electronic Albums) | 1              | [ 152 ]   |
| Ungaria (MAHASZ)                                     | 2              | [ 153 ]   |

| Țară (clasament 2011) | Poziția maximă | Referință |
| --------------------- | -------------- | --------- |
| Argentina (CAPIF)     | 8              | [ 154 ]   |

| Țară (clasament)                                         | Poziția maximă | Referință |
| 2009                                                     | 2009           | 2009      |
| -------------------------------------------------------- | -------------- | --------- |
| Australia (ARIA)                                         | 59             | [ 155 ]   |
| Australia (ARIA Dance Albums)                            | 9              | [ 156 ]   |
| Danemarca (Hitlisten)                                    | 28             | [ 157 ]   |
| Finlanda (Suomen virallinen lista)                       | 15             | [ 158 ]   |
| Irlanda (IRMA)                                           | 3              | [ 159 ]   |
| Suedia (Sverigetopplistan)                               | 90             | [ 160 ]   |
| 2010                                                     |                |           |
| Australia (ARIA)                                         | 6              | [ 161 ]   |
| Australia (ARIA Dance Albums)                            | 1              | [ 162 ]   |
| Belgia (Ultratop Flanders)                               | 6              | [ 163 ]   |
| Belgia (Ultratop Wallonia)                               | 13             | [ 164 ]   |
| Canada (Canadian Albums Chart)                           | 23             | [ 86 ]    |
| Danemarca (Hitlisten)                                    | 10             | [ 165 ]   |
| Europa (European Albums)                                 | 16             | [ 166 ]   |
| Finlanda (Suomen virallinen lista)                       | 4              | [ 167 ]   |
| Franța (SNEP)                                            | 6              | [ 168 ]   |
| Italia (FIMI)                                            | 8              | [ 169 ]   |
| Japonia (Oricon)                                         | 14             | [ 91 ]    |
| Olanda (MegaCharts)                                      | 10             | [ 170 ]   |
| Statele Unite ale Americii (Billboard 200)               | 13             | [ 83 ]    |
| Statele Unite ale Americii (Top Dance/Electronic Albums) | 2              | [ 84 ]    |
| 2011                                                     |                |           |
| Australia (ARIA)                                         | 99             | [ 171 ]   |
| Australia (ARIA Dance Albums)                            | 15             | [ 172 ]   |
| Japonia (Oricon)                                         | 44             | [ 173 ]   |
| Suedia (Sverigetopplistan)                               | 93             | [ 174 ]   |
| Statele Unite ale Americii (Top Dance/Electronic Albums) | 8              | [ 175 ]   |
| 2012                                                     |                |           |
| Australia (ARIA Dance Albums)                            | 45             | [ 176 ]   |
| 2017                                                     |                |           |
| Australia (ARIA Dance Albums)                            | 35             | [ 177 ]   |
| 2018                                                     |                |           |
| Australia (ARIA Dance Albums)                            | 14             | [ 178 ]   |

| Țară (clasament anii 2010)                 | Poziția maximă | Referință |
| ------------------------------------------ | -------------- | --------- |
| Statele Unite ale Americii (Billboard 200) | 152            | [ 179 ]   |

Note
- * = albumul a activat în clasament drept The Fame.

## Vânzări și certificări
| \| Țara \| Vânzări/ puncte \| Certificare \| Referințe \| \| --------------------------------- \| --------------- \| ----------- \| ---------- \| \| Australia (ARIA) \| +210.000 \| \| [88] \| \| Belgia (BEA) \| +60.000 \| \| [180] \| \| Brazilia (Pro-Música Brasil) \| +120.000 \| \| [181] \| \| Danemarca (IFPI Danemarca) \| +60.000 \| \| [182] \| \| Finlanda (Musiikkituottajat) \| +32.920 \| \| [183][184] \| \| Franța (SNEP) \| +200.000 \| \| [185] \| \| Grecia (IFPI) \| +6.000 \| \| [186] \| \| Italia (FIMI) \| +120.000 \| \| [187] \| \| Japonia (RIAJ) \| +548.000 \| \| [188][90] \| \| Norvegia (IFPI Norvegia) \| +30.000 \| \| [189] \| \| Polonia (ZPAV) \| +100.000 \| \| [190] \| \| România (UPFR) \| +25.000 \| \| [191] \| \| Rusia (NFPF) \| +80.000 \| \| [192] \| \| Suedia (GLF) \| +40.000 \| \| [193] \| \| Statele Unite ale Americii (RIAA) \| +1.640.000 \| \| [81][82] \| \| Sumar \| \| \| \| \| Europa (IFPI) \| +3.000.000 \| \| [97] \| \| CCG (IFPI Orientul Mijlociu) \| +3.000 \| \| [194] \| | Note - reprezintă „disc de aur”; - reprezintă „disc de platină”; - reprezintă „triplu disc de platină”; - reprezintă „cvadruplu disc de platină”; - reprezintă „disc de diamant”. |             |                 |
| Țara | Vânzări/ puncte | Certificare | Referințe       |
| Australia (ARIA) | +210.000 |             | [ 88 ]          |
| Belgia (BEA) | +60.000 |             | [ 180 ]         |
| Brazilia (Pro-Música Brasil) | +120.000 |             | [ 181 ]         |
| Danemarca (IFPI Danemarca) | +60.000 |             | [ 182 ]         |
| Finlanda (Musiikkituottajat) | +32.920 |             | [ 183 ] [ 184 ] |
| Franța (SNEP) | +200.000 |             | [ 185 ]         |
| Grecia (IFPI) | +6.000 |             | [ 186 ]         |
| Italia (FIMI) | +120.000 |             | [ 187 ]         |
| Japonia (RIAJ) | +548.000 |             | [ 188 ] [ 90 ]  |
| Norvegia (IFPI Norvegia) | +30.000 |             | [ 189 ]         |
| Polonia (ZPAV) | +100.000 |             | [ 190 ]         |
| România (UPFR) | +25.000 |             | [ 191 ]         |
| Rusia (NFPF) | +80.000 |             | [ 192 ]         |
| Suedia (GLF) | +40.000 |             | [ 193 ]         |
| Statele Unite ale Americii (RIAA) | +1.640.000 |             | [ 81 ] [ 82 ]   |
| Sumar | |             |                 |
| Europa (IFPI) | +3.000.000 |             | [ 97 ]          |
| CCG (IFPI Orientul Mijlociu) | +3.000 |             | [ 194 ]         |

## Datele lansărilor
| Regiune                    | Dată              | Format                  | Casă de discuri                              | Versiune/versiuni              | Ref.            |
| -------------------------- | ----------------- | ----------------------- | -------------------------------------------- | ------------------------------ | --------------- |
| Japonia                    | 18 noiembrie 2009 | CD, descărcare digitală | Universal Music                              | Deluxe                         | [ 195 ]         |
| Italia                     | 18 noiembrie 2009 | CD, descărcare digitală | Universal Music                              | Deluxe                         | [ 196 ]         |
| Australia                  | 20 noiembrie 2009 | CD, descărcare digitală | Universal Music                              | Deluxe, Limitată               | [ 197 ]         |
| Chile                      | 20 noiembrie 2009 | CD, descărcare digitală | Universal Music                              | Standard, Deluxe               | [ 196 ]         |
| Germania                   | 20 noiembrie 2009 | CD, descărcare digitală | Universal Music                              | Standard, Deluxe               | [ 196 ]         |
| Irlanda                    | 20 noiembrie 2009 | CD, descărcare digitală | Universal Music                              | Deluxe                         | [ 196 ]         |
| Statele Unite ale Americii | 23 noiembrie 2009 | CD, descărcare digitală | Interscope, Streamline, Kon Live, Cherrytree | Deluxe                         | [ 198 ]         |
| Regatul Unit               | 23 noiembrie 2009 | CD, descărcare digitală | Polydor                                      | Deluxe                         | [ 198 ]         |
| Canada                     | 23 noiembrie 2009 | CD, descărcare digitală | Universal Music                              | Deluxe                         | [ 198 ]         |
| Argentina                  | 23 noiembrie 2009 | CD, descărcare digitală | Universal Music                              | Deluxe                         | [ 199 ]         |
| Brazilia                   | 27 noiembrie 2009 | CD, descărcare digitală | Universal Music                              | Deluxe                         | [ 200 ]         |
| Statele Unite ale Americii | 28 noiembrie 2009 | CD, descărcare digitală | Interscope, Streamline, Cherrytree           | Deluxe                         | [ 198 ]         |
| Canada                     | 1 decembrie 2009  | CD                      | Universal Music, Interscope                  | Standard                       | [ 201 ]         |
| Columbia                   | 4 decembrie 2009  | CD                      | Universal Music, Interscope                  | Standard                       | [ 202 ]         |
| Statele Unite ale Americii | 15 decembrie 2009 | Box-set                 | Interscope, Streamline, Kon Live, Cherrytree | Super Deluxe                   | [ 203 ]         |
| Statele Unite ale Americii | 15 decembrie 2009 | Vinil                   | Interscope, Streamline, Kon Live, Cherrytree | Standard                       | [ 198 ]         |
| Australia                  | 18 decembrie 2009 | Digital download        | Universal Music                              | Standard (Versiunea explicită) | [ 204 ]         |
| Statele Unite ale Americii | 26 ianuarie 2010  | Digital download        | Interscope, Streamline, Kon Live, Cherrytree | Standard (Versiunea explicită) | [ 205 ]         |
| China                      | 1 februarie 2010  | CD                      | Universal Music                              | Standard                       | [ 206 ]         |
| Japonia                    | 16 aprilie 2010   | CD + DVD                | Universal Music                              | Standard (Versiunea explicită) | [ 206 ]         |
| În întreaga lume           | 3 mai 2010        | Memorie USB             | Interscope, Streamline, Kon Live, Cherrytree | Limitată (Versiunea explicită) | [ 24 ]          |
| Italia                     | 8 iunie 2010      | CD                      | Universal Music                              | Servietă limitată              | [ 207 ]         |
| Germania                   | 22 octombrie 2010 | CD                      | Universal Music                              | Standard (Versiunea explicită) | [ 208 ] [ 209 ] |
| Germania                   | 20 noiembrie 2010 | Digital download        | Universal Music                              | Standard (Versiunea explicită) | [ 208 ]         |